# Neuroanatomia RM normale
La neuroanatomia RM normale è la disciplina che si occupa di studiare la neuroanatomia normale mediante l'imaging a risonanza magnetica, permettendo sia uno studio della morfologia sia della funzionalità del sistema nervoso centrale mediante l'impiego di differenti metodiche e sequenze. In questa voce ci si soffermerà sulla semeiotica e sulle modalità di visualizzazione e studio RM funzionale delle diverse regioni dell'encefalo normale, rimandando la trattazione generale della neuroanatomia alla relativa voce.

## Crescita ed invecchiamento
Tutte le metodiche radiologiche consentono di evidenziare la modifica delle dimensioni dell'encefalo al variare dell'età (il valore massimo si raggiunge nell'adolescenza mentre diminuzioni volumetriche maggiori si osservano negli over 50) . La percentuale di sostanza grigia, ben distinguibile in RM dalla sostanza bianca, incrementa fino a 6-9 anni di età per poi decrescere. È tipico anche un incremento della sostanza bianca nell'infanzia e dell'adolescenza (che si stabilizza fino ai 40 anni per poi diminuire). Il volume del liquor invece incrementa linearmente con l'avanzare dell'età. La RM consente anche di valutare il processo di mielinizzazione della sostanza bianca, che inizia già durante la vita intrauterina e prosegue fino all'adolescenza con direzione centro-periferia, posteriore-anteriore e dal basso in alto. La sostanza bianca completamente mielinizzata appare ipointensa nelle sequenze T2 pesate ed iperintensa in quelle T1 pesate.

## Nuclei del diencefalo e della base
La maggior parte dei nuclei talamici non sono visibili in RM, ad eccezione dei corpi genicolati e del pulvinar che protrudono dal profilo di queste strutture. Gli unici nuclei dell ipotalamo visibili con la RM sono i corpi mammillari che si possono osservare mediante immagini in proiezione sagittale, mentre la proiezione coronale è più utile per osservare l'intera struttura. I nuclei subtalamici possono apparire come puntiformi iperintensità nelle sequenze T2 pesate a causa del loro contenuto di ferro.  Il globo pallido appare rispetto al putamen iperintenso nelle sequenze T1 pesate e lievemente ipointenso in quelle T2 pesate per via del suo maggiore contenuto di mielina.

## Mesencefalo
Il nucleo rosso, la sostanza nera e la sostanza grigia periacqueduttale sono ben visibili all'esame RM. La sostanza nera appare come una barra iperintensa nelle sequenze T2 pesate per via del suo contenuto di melanina, mentre il nucleo rosso appare ipointenso per via del suo contenuto di ferro. La sostanza grigia periacqueduttale è ben evidente attorno all'acquedotto di Silvio.

## Nervi cranici
I nuclei dei nervi cranici non sono visibili all'esame RM, mentre alcuni dei loro nervi efferenti sono valutabili in parte del loro decorso, utilizzando però protocolli e sequenze appositamente dedicati.
Il primo nervo cranico è studiabile usando apposite proiezioni coronali. È possibile osservare l'uscita dal diencefalo del nervo ottico ed il decorso di tutti i nervi cranici fino all'ottavo paio. l terzo il quarto ed il sesto nervo cranico sono molto sottili e spesso visibili solo utilizzando apposite proiezioni obliquie con sequenze T2 pesate a livello del loro ingresso nell'orbita assieme alla branca oftalmica del nervo trigemino. Il trigemino è ben visibile all'emergenza dal ponte di Varolio ed a livello del ganglio di Gasser per via delle sue dimensioni, mentre il nervo facciale, il settimo e l'ottavo nervo cranico sono ben evidenti con scansioni 3D T2 pesate a livello della cisterna ponto-cerebellare e del condotto uditivo interno, mentre il segmento intrapetroso del facciale è ben evidente in immagini T1 pesate eseguite con tecniche di soppressione del grasso.